# Compañía de Cervecerías Unidas
Die Compañía de Cervecerías Unidas kurz CCU ist die größte Brauerei-Gruppe Chiles. Neben Bier werden auch alkoholfreie Getränke produziert. Zudem werden auch Lebensmittel produziert. Größter Aktionär des Unternehmens ist die Inversiones y Rentas S.A. (IRSA), ein Joint-Venture zwischen Quiñenco und Heineken.

## Geschichte
Die CCU wurde 1902 als einzelne Brauerei gegründet und expandierte schnell in ganz Chile, bereits 1907 wurden auch Erfrischungsgetränke produziert und Mineralwasser abgefüllt. In den 1990er Jahren begann man sich vom Hauptgeschäft Bier weiter zu entfernen, es wurde die Vinã San Pedro S.A. übernommen. Seitdem führt CCU Wein im Angebot. Die Diversifizierung setzte sich in den kommenden Jahren fort als Produzenten von Pisco und Süßigkeiten übernommen wurden. Heute ist CCU in Chile die größte Brauereigruppe, der größte Mineralwasserabfüller, der zweitgrößte Weinproduzent und in Argentinien der zweitgrößte Brauer.

## Struktur
CCU ist in drei Geschäftsfelder gegliedert:
- Chile
- International
- Wein (einschließlich Chile)[5]

## Produkte

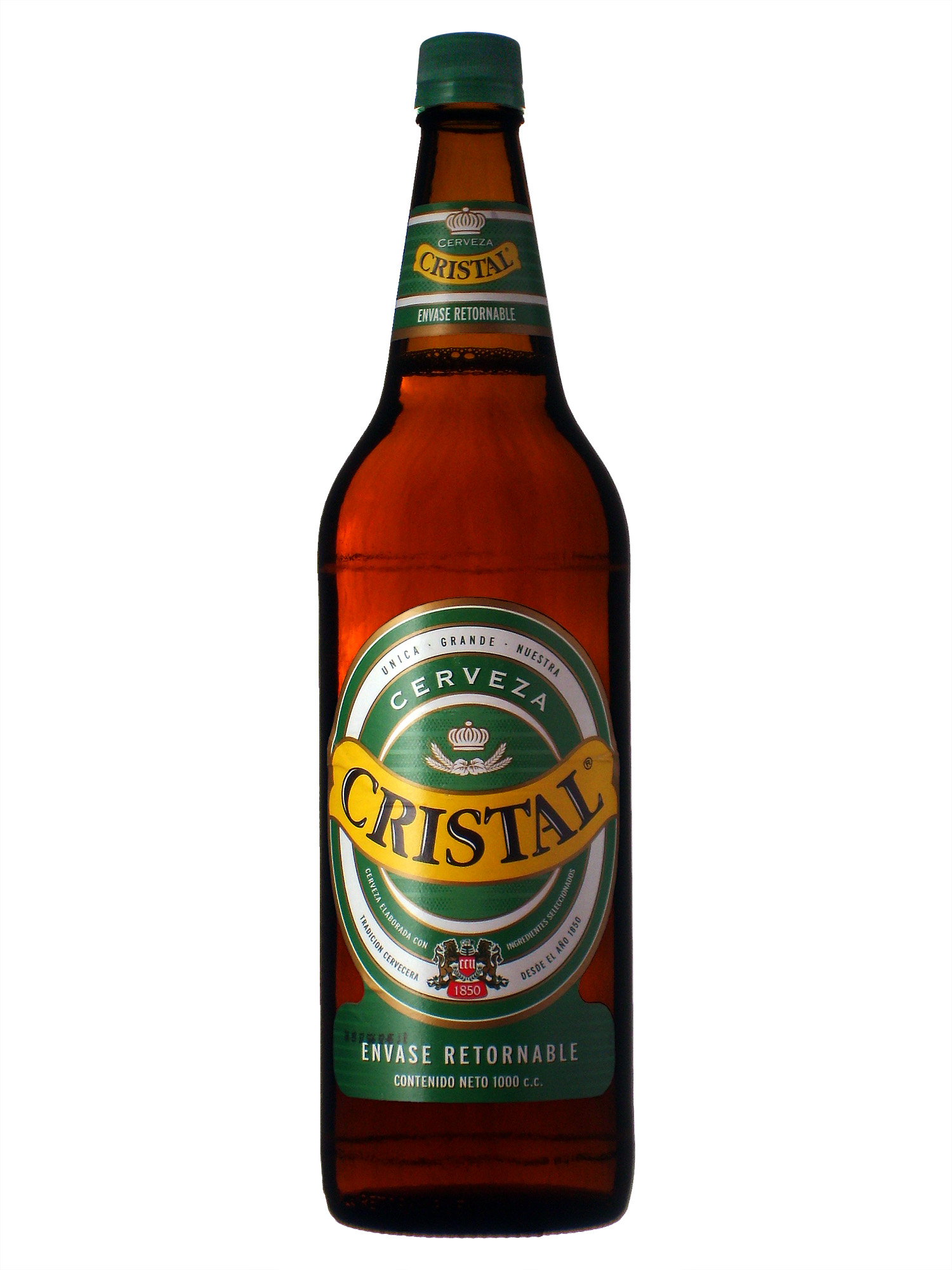
Cristal, die wichtigste Biermarke

CCU stellt in mehreren südamerikanischen Ländern folgende Getränke her und vertreibt diese:
- Chile (Bier, Erfrischungsgetränke, Mineralwasser, Fruchtsaft / Fruchtnektar, Wein und Pisco)
- Argentinien (Bier, Cidre, Spirituosen und Wein)
- Uruguay and Paraguay (Bier, Erfrischungsgetränke, Mineralwasser, Fruchtsaft / Fruchtnektar)
- Bolivien (Bier, Erfrischungsgetränke, Mineralwasser, Malztrunk)
- Kolumbien (Bier)
- Peru (Pisco)[6]